# Costantino Nivola
Costantino (Tino) Nivola (* 5. Juli 1911 in Orani, Sardinien; † 5. Mai 1988 in East Hampton, New York) war ein sardischer Künstler, der 1939 mit seiner Frau Ruth (geb. Guggenheim) vor der Verfolgung durch die Faschisten aus Italien in die USA flüchtete. In Orani wurde 1990 zu Ehren Nivolas ein Museum errichtet.

## Leben
Nivola wurde am 5. Juli 1911 als fünftes von zehn Kindern eines Maurers in dem kleinen Ort Orani auf Sardinien geboren. Als Junge arbeitete Nivola nach der Schule mit seinem Vater und seinen Brüdern. Im Alter von 15 Jahren wurde er Assistent des sardischen Malers Mario Delitala und arbeitete mit ihm u. a. an der Gestaltung der Aula der Universität von Sassari. 1931 nahm Nivola mit Hilfe eines Stipendiums ein Malerstudium an der Kunsthochschule (Istituto superiore per le industrie artistiche) in Monza auf. 1933 wechselte er in das kurz zuvor neu geschaffene Fach Werbegrafik, wo Marcello Nizzoli, Giuseppe Pagano und Marino Marini zu seinen Lehrern gehörten.
1937 wurde Nivola als künstlerischer Leiter der Grafikabteilung im Fachbereich Werbung bei Olivetti eingestellt.
An der Kunsthochschule hatte Nivola seine spätere Ehefrau Ruth Guggenheim kennengelernt, die 1933 mit ihrer Familie vor den Nazis aus Deutschland geflohen war. Nach dem Erlass der italienischen Rassengesetze im Jahr 1938 flohen seine Schwiegereltern in die USA. Während eines Aufenthalts in Paris im Jahr 1939 erfuhr Nivola, der enge Verbindungen zu italienischen Exilanten und Antifaschisten pflegte, dass er in Italien verhaftet werden sollte. Daraufhin folgten er und seine Frau Ruth ihren Eltern in die USA.
In New York hielt sich das Ehepaar Nivola zunächst mit Gelegenheitsarbeiten über Wasser. Er sprach anfangs überhaupt kein Englisch, sie nur wenig. Während Ruth ihre künstlerische Tätigkeit in jener Zeit aufgab und als Kindermädchen arbeitete, malte Nivola Weihnachtskarten, die er an New Yorker Kaufhäuser verkaufte. Schließlich bekam er eine Anstellung in der Werbeabteilung des Luxuskaufhauses Bonwit Teller. Durch das geregelte Einkommen war Nivola in der Lage, in verschiedenen Ateliers im Greenwich Village weiter als Bildhauer zu arbeiten. Unter anderem teilte er sich ein Atelier mit Le Corbusier während dieser in New York am Entwurf des UN-Gebäudes arbeitete. Mit Le Corbusier verband Nivola eine lebenslange Freundschaft.
Ruth Guggenheim Nivola wurde in späteren Jahren als Schmuckdesignerin bekannt. Darüber hinaus verwaltete sie bis zu ihrem eigenen Tod im Jahr 2008 den umfangreichen künstlerischen Nachlass ihres Mannes. Toni und Ruth Nivola hatten zwei gemeinsame Kinder, Pietro (1944–2017) und Claire (* 1947). Claire machte sich in den USA einen Namen als Illustratorin und Autorin, Pietro war ein anerkannter Politikwissenschaftler.  Pietros ältester Sohn ist der Schauspieler Alessandro Nivola, der mit der britischen Schauspielerin Emily Mortimer verheiratet ist.

## Werk
Nivola erfand 1948/49 die Technik des Zementgusses auf modelliertem Sand. Zusammen mit Bernard Rudofsky errichtet Nivola 1949 auf Long Island einen experimentellen Wohngarten. In New York stellte er 1950 eine Ausstellung aus. 1953 dekorierte er den Schauraum von Olivetti in New York. In Washington errichtete er 1954 das Denkmal Quattro Cappellani. In Hartford gestaltete er 1957 die Fassade des Sitzes der Mutual Hartford Insurance Company. 1958 nahm er an einer Ausstellung teil, die vom Architectural League (New York) organisiert wurde. Nivola dekorierte 1959 im McCormick Plaza Exposition Centre in Chicago. Zusammen mit Eero Saarinen arbeitete er 1960 an zwei Gebäuden der Yale University. Die Silbermedaille wurde ihm vom Architectural League New York 1962 wegen seiner Tätigkeit als Bildhauer verliehen. An der Columbia University wurde er 1962 Professor. Ein Denkmal für den Dichter Sebastiano Satta errichtete er 1966 in Nuoro.